# Joseph Boyden
Joseph Boyden (ur. 31 października 1966 w Toronto) – kanadyjski pisarz. W swoich powieściach porusza tematykę Indian kanadyjskich.
Ukończyła studia licencjackie na York University i magisterskie na University of New Orleans. Otrzymał nagrody literackie: Amazon.ca First Novel Award i Rogers Writers' Trust Fiction Prize (za swój debiut powieściowy Three Day Road) oraz Scotiabank Giller Prize (za powieść Through Black Spruce). Najnowsza powieść The Orenda znalazła się na długiej liście do nagrody Scotiabank Giller Prize, w finale Governor General's Literary Awards i otrzymała nagrodę główną Canada Reads 2014. Spotyka się także uwagi krytyczne zarzucające książce powtarzanie stereotypów o procesie tworzenia społeczeństwa kanadyjskiego.
Jego żoną jest amerykańska pisarka Amanda Boyden.

## Dzieła

### Powieści
- Three Day Road (2005)
- Through Black Spruce (2008)
- The Orenda (2013)

### Zbiory opowiadań
- Born with a Tooth (2001)

### Literatura faktu
- Louis Riel and Gabriel Dumont (2011)